# キャラクターズ
キャラクターズ(Characters)は、1987年に発表されたスティーヴィー・ワンダーのアルバム。21枚目のオリジナル・アルバム。
「ゲット・イット」にマイケル・ジャクソンがヴォーカルとして参加している。

## 収録曲
1. ユー・ウィル・ノウ - You Will Know
2. ダークン・ラヴリー - Dark 'N' Lovely
3. イン・ユア・コーナー - In Your Corner
4. ビート・オブ・マイ・ハート  - With Each Beat of My Heart
5. ワン・オブ・ア・カインド - One of a Kind
6. スケルトンズ - Skeletons
7. ゲット・イット - Get It
8. ギャラクシー・パラダイス - Galaxy Paradise
9. クライン・スルー・ザ・ナイト - Cryin' Through the Night
10. フリー - Free
11. ラヴ・カム・ダウン - Come Let Me Make Your Love Come Down[1]
12. マイ・アイズ・ドント・クライ - My Eyes Don't Cry